# Kiewskaja (Kolzewaja-Linie)
Kiewskaja (russisch Киевская) ist der Name eines unterirdischen U-Bahnhofes der Metro Moskau an der Kolzewaja-Linie (auch als Ringlinie oder Linie 5 bekannt).
Die Station wurde am 14. März 1954 im Rahmen des letzten Teilabschnitts der Linie eröffnet. Sie ist architektonisch sehr prunkvoll ausgestattet und gilt damit als eines der repräsentativen Beispiele für den sogenannten Sozialistischen Klassizismus beim U-Bahnbau.

## Lage und allgemeine Daten

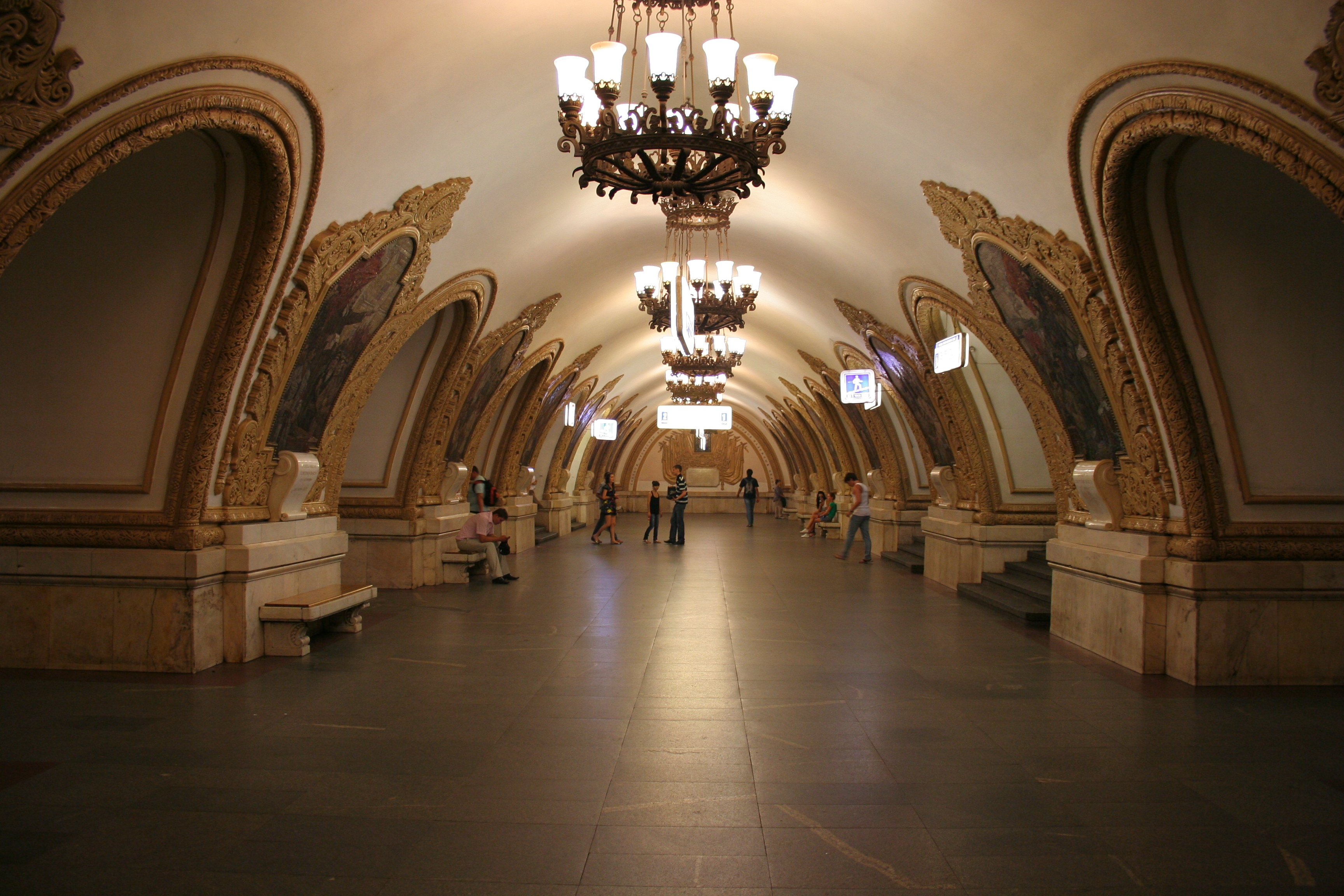
Station Kiewskaja

Namensgebend für die Kiewskaja (wörtlich „Kiewer Station“) ist der Kiewer Bahnhof, einer der neun Moskauer Fernbahnhöfe, der sich oberirdisch in unmittelbarer Nähe der Station befindet. Die Station ist somit Bestandteil eines der größten Verkehrsknotenpunkte der russischen Hauptstadt. Dieser umfasst neben dem Fernbahnhof und zahlreichen Haltestellen von Stadt- und Überlandbussen auch den Umsteigeknoten der Metro, zu dem neben der Station Kiewskaja der Kolzewaja-Linie noch zwei gleichnamige Stationen gehören. Bei denen handelt es sich um die 1953 erbaute Station der Linie 3 sowie die 1937 in Betrieb genommene, flach angelegte Station der Linie 4. Mit den beiden ist Kiewskala-Kolzewaja durch direkte Übergänge verbunden.
Die 53 Meter tief angelegte Kiewskaja-Kolzewaja verfügt über zwei Ausgänge, die oberirdisch den Bahnhofsplatz beiderseits erschließen. Der südliche Ausgang ist unmittelbar von der Bahnsteighalle aus mit Rolltreppen zu erreichen, zum nördlichen sowie zur Station der Filjowskaja-Linie gelangt man von der Bahnsteighalle aus zunächst über Treppen und einen Gang, dann mit Rolltreppen. Des Weiteren existiert vom nördlichen Ende der Bahnsteighalle aus ein separater Übergang zur Station der Arbatsko-Pokrowskaja-Linie. Dieser Übergang wurde erst im Jahre 1971 errichtet.
Ende 2006 wurde am Bahnhofsplatz ein großes Einkaufszentrum gleich gegenüber dem Empfangsgebäude des Kiewer Bahnhofs errichtet. Seitdem gelangt man vom nördlichen Ausgang der Kiewskaja und eine Fußgängerunterführung direkt, ohne Umweg über die Straße, in das Gebäude des Einkaufszentrums.

## Architektur
Wie die gesamte Kolzewaja-Linie war auch die Kiewskaja seinerzeit ein Prestigeprojekt der „spätstalinistisch“ geprägten Architektur, was dazu führte, dass die Station zu den architektonisch aufwändigsten im Moskauer Metrosystem zählt. Da die Kiewskaja von Anfang an den Zweck hatte, den Kiewer Bahnhof anzubinden, der wiederum Startpunkt des wichtigsten Schienenverbindungsweges zwischen Russland und der Ukraine darstellt, wurde auch für die Ausgestaltung der Station die russisch-ukrainischen Beziehungen als Schwerpunktthema gewählt. Der Zeitpunkt des Stationsbaus entfiel dabei passenderweise auf das 300-jährige Jubiläum der durch den Vertrag von Perejaslaw besiegelten Vereinigung der Ukraine mit Russland.
Die Bahnsteighalle wurde von der Gesamtkonstruktion her anderen Moskauer Metrostationen ähnlich gestaltet: Sie besteht aus einem Mittelbahnsteig, der wiederum unterteilt ist in einen zentralen Teil sowie in die beiden „eigentlichen“ Bahnsteige an den Gleisen, die vom zentralen Teil jeweils durch eine arkadenartige Reihe von Pylonen getrennt sind. Am weiß gestrichenen Gewölbe des zentralen Teils der Bahnsteighalle hängen mehrere mächtige vergoldete Kronleuchter, die die Halle beleuchten.
Den wesentlichen Teil des architektonischen Ensembles der Kiewskaja bilden die Mosaiken, die die Wände der zentralen Bahnsteighalle an jedem der 18 Pylonen schmücken. Alle diese Mosaiken haben die 300-jährige Geschichte der russisch-ukrainischen Eintracht seit der Vereinigung beider Länder zum Thema. So werden sowohl die Unterzeichnung des Perejaslawer Vertrages thematisiert als auch spätere bedeutende Ereignisse wie beispielsweise der 1709 errungene Sieg Peter des Großen in der Schlacht bei Poltawa. Viele der Malereien sind – typisch für die Stalin-Epoche – auch ideologisch geprägt: so werden Szenen vom gemeinsamen revolutionären Kampf des russischen und des ukrainischen Volkes und vom Bau des Dnepr-Wasserkraftwerkes gezeigt.
Entworfen und gestaltet wurde die Kiewskaja-Kolzewaja durch eine Gruppe von Architekten und Künstlern der „Akademie der Architektur“ der Ukrainischen SSR. Die Nordwand der Bahnsteighalle wird von einer Mosaikabbildung Lenins geziert, die ursprünglich auch Stalin darstellte, jedoch im Zuge der sogenannten Entstalinisierung der späten 1950er-Jahre entsprechend „korrigiert“ wurde.